# Hofkreuz Wöstmann
Das Hofkreuz Wöstmann ist ein Wegkreuz aus Holz vom Josef Picker in Warendorf beim Hof Wöstmann und steht unter Denkmalschutz.

## Beschreibung
Das Standkreuz ist ca. 3,3 m hoch und steht an der Straße des Gehöftes Wöstmann. Das geschnitzte Kruzifix mit Dornenkrone und Lendentuch ist durch ein Abdach geschützt. Es hat am unteren Kreuzesstamm ein Hinweisschild angebracht:
| Gekreuzigt und auferstanden Dem Gedenken an Martin Lipsmeier gestorben in Rußland am 29.9.1947 |
| ---------------------------------------------------------------------------------------------- |

## Geschichte
Josef Picker schuf 1954 das Kreuz zur Erinnerung an den Bildhauer Martin Lipsmeier aus Delbrück, der am 29. September 1947 in sowjetischer Kriegsgefangenschaft gestorben war und dessen Witwe er ehelichte. Dort wurde es vor dem Atelier aufgestellt. Nach dem Tod von Picker fand sich zunächst kein weiterer Ausstellungsort. Schließlich erklärte sich die Familie Wöstmann 2013 bereit, das Kreuz an ihrem Hof wieder aufzustellen. Nach einer durch den Rotary Club in Warendorf geförderten Restaurierung durch die Diplom-Restauratorin Margarethe Schubert aus Münster, wurde das mittlerweile über 60 Jahre alte Wegkreuz am 29. Mai 2014, dem  Christi-Himmelfahrts-Tag, durch den emeritierten Dechant Walter Suwelack eingeweiht.